# Ylias Akbaraly

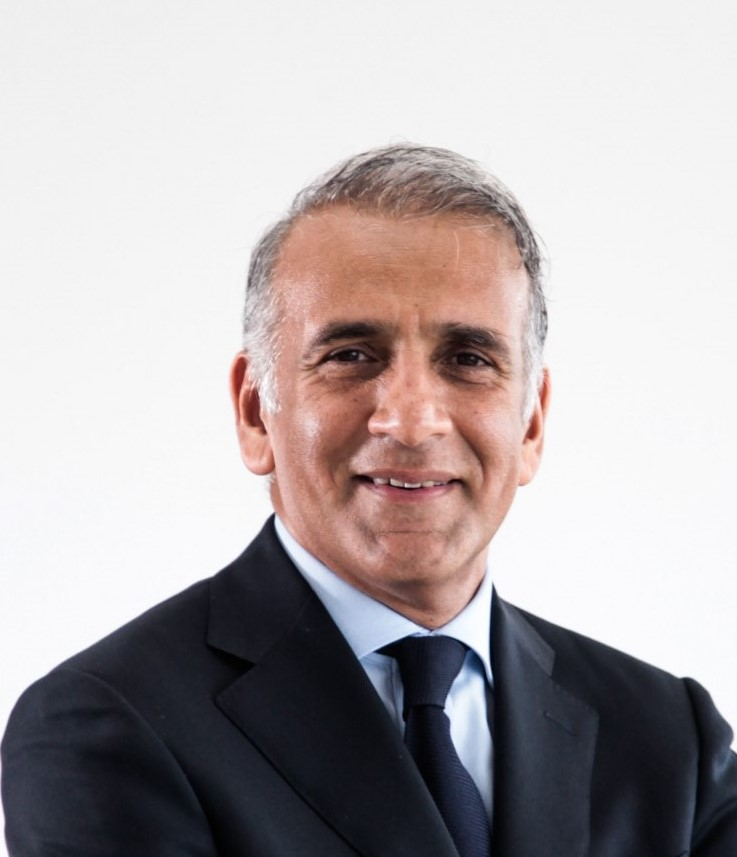
Ylias Akbaraly (2016)

Ylias Akbaraly (* 29. Dezember 1959 in Mahajanga, Madagaskar) ist ein madagassischer Geschäftsmann.

## Leben und Wirken
Akbaraly ist „Karana“, Nachfahre von Einwanderern indischer Abstammung in Madagaskar. Er erwarb 1986 einen Master-Abschluss der  Ecole De Direction D'entreprises De Paris (E.d.e.p) in Paris. Anschließend studierte er an der University of California, Berkeley, wo er einen Master-Abschluss in Management und Marketing machte. 
Laut Forbes ist er als führender Anteilseigner und Chairman der international operierenden und größten madagassischen privaten Firmengruppe, der Redland Holding (der Holding von Thomson Broadcast, GatesAir und Sipromad) in Antananarivo, der reichste Mann Madagaskars. Seine Unternehmen sind beteiligt in Bereichen von der Agrarindustrie über private Luftfahrt und Hotels bis hin zu Sicherheitsdiensten, Bezahlfernsehen, Versorgungsunternehmen und Konsumgütern. Das Headoffice befindet sich im Redland-Tower (vormals Orange Telecommunication Tower), dem höchsten Gebäude Madagaskars – gebaut 2013 von Akbaraly.
Ende 2019 scheiterte Akbaraly mit dem Versuch der Übernahme des panafrikanischen Fernsehsenders Africanews durch seine Sipromad-Gruppe für 20 Mio. USD.
Akbaraly ist Inhaber einer indischen Auslandsbürgerkarte und mit der Italienerin Cinzia Catalfamo-Akbaraly verheiratet. Das Paar hat vier Kinder, darunter die Modelabel-Gründerin von Made For A Woman, Eileen Akbaraly.